# Camino de Madrid

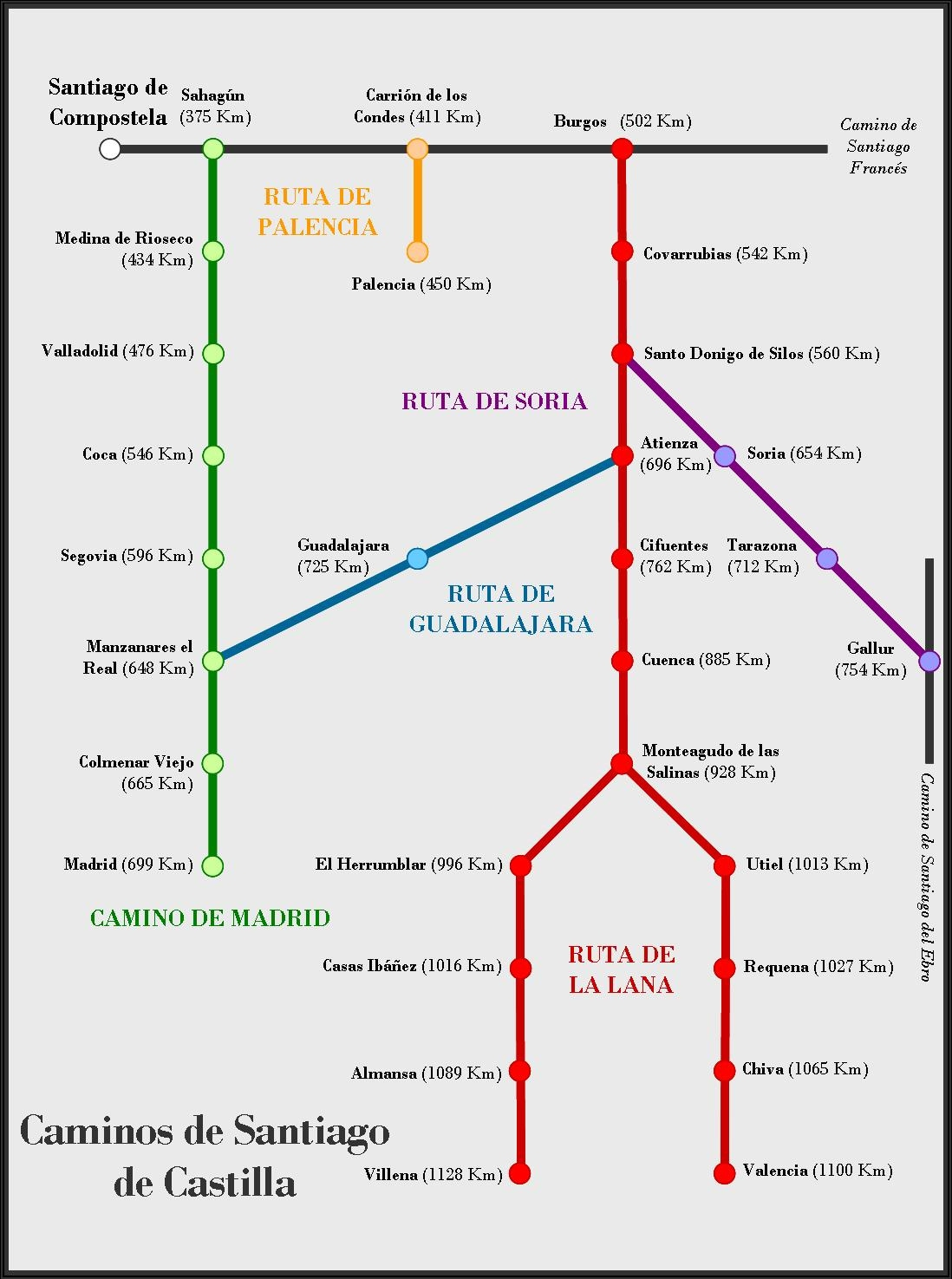
Schema der Wege der Jakobspilger in Kastilien

Der Camino de Madrid (auch Ruta Jacobea de Madrid) ist ein Pilgerweg nach Santiago de Compostela, der die spanische Hauptstadt Madrid mit dem Camino Francés verbindet. Er hat eine Länge von 354 Kilometer und führt von Madrid über Colmenar Viejo, Manzanares el Real, Segovia, Coca, Valladolid und Medina de Rioseco nach Sahagún. Von Sahagun sind es noch 345 Kilometer auf dem Camino Francés bis Santiago de Compostela, so dass die gesamte Pilgerstrecke ab Madrid 699 Kilometer lang ist. 
Der Weg basiert auf der alten Verbindungsstraße zwischen den Königsstädten Madrid und León. Er wurde 1992 wiederbelebt.